# いい塩梅
いい塩梅（いいあんばい）は、ソニー・ミュージックアーティスツ(SMA HEET Project)に所属していたお笑いコンビである。2019年2月1日に解散を発表した。

## 来歴・概説
2017年5月21日結成。いい塩梅として初出場したM-1グランプリ2017にて準々決勝まで進出。
お笑いライブ「いい○月」（「○」には開催月の数字が入る）を主催していた。
芸風は主に漫才。松村が、いわゆる塩顔男子である久保田に対して竹内涼真や高橋一生と同系統の「流行り顔」であると羨むネタが主力。
メンバー二人の生年月日が1日違いである。
2019年2月1日にTwitterで解散を発表。解散後もそれぞれ芸人を続ける。

## メンバー
- 松村 祥維（まつむら よしつな、1988年7月2日（36歳） - ）ツッコミ担当、立ち位置は向かって左
大阪府東大阪市出身[4]。
血液型はO型。身長171cm、体重75kg。
大阪府立高津高等学校卒業。
立命館大学経済学部中退。
趣味、特技は麻雀、家事、球技[5]。
かつては「ウェンディ」というコンビで、フリーで活動（2013年12月結成[6]）。ウェンディは2016年4月に解散[7]。解散後はコントライブ「コント食堂」に7期生として参加。
解散後は元「バーニーズ」の細田祥平とのコンビ「ひつじねいり」を結成し、マセキ芸能社に移籍[8]。

- 久保田 星希（くぼた としき、1988年7月3日（36歳） - ）ボケ担当、立ち位置は向かって右
東京都国立市出身[9]。
血液型はA型。身長174cm、体重57kg。
東京都立第五商業高等学校卒業[9]。
ワタナベコメディスクール（お笑いタレントAコース）15期生[9]。
趣味、特技はカフェめぐり、料理[5]。
”イケメン”ぶりを評価され、「王子辞典 The NEW WAVE」(太田出版)に取り上げられた[10]。
2012年夏から同年12月31日までの約6か月間はWCS同期のたかまつななとのコンビ「日本の頭脳」で活動[11]、その後飯塚高太郎とのコンビ「カンパーニュ」を経て[12]、2014年1月1日からはコンビ「朝が来るまで」で活動していた[13]。朝が来るまでは2017年5月3日出演のライブを以って解散[14]。
解散後は女性トリオ『りな』[15]の元メンバーの荒川、竹田とのトリオ「あはは」を結成し、浅井企画に移籍[16]。2022年7月に解散[17]。その後は元『幸せのトナリ』の飯塚高太郎と「みすも堂」を結成し、太田プロダクションに移籍。飯塚は「カンパーニュ」時代の相方であり、再結成となる。

## 出演

### テレビ
- 前略、西東さん（中京テレビ放送）
- 行列のできる法律相談所（日本テレビ） - 松村のみ、ブサイクサラリーマン役で再現VTR出演[5]
- バナナマンの爆笑ドラゴン（NHK総合） - 2018年3月20日
- 爆笑そっくりものまね紅白歌合戦2018（フジテレビ） - 久保田のみ「顔だけ竹内涼真にそっくりさん」として「顔だけそっくりさんNo.1決定戦」コーナー出演[5]
- 深夜に発見！新shock感〜一度おためしください〜（テレビ東京） - 2019年1月6・13日
- 本能Z（CBCテレビ） - 2019年1月9日

### ラジオ
- マイナビ Laughter Night（TBSラジオ） - 2017年12月29日初オンエア